# Arabia Saudita en los Juegos Olímpicos de París 2024
Arabia Saudita estuvo representada en los Juegos Olímpicos de París 2024 por ocho deportistas, seis hombres y dos mujeres, que compitieron en cuatro deportes.
Los portadores de la bandera en la ceremonia de apertura fueron el jinete Ramzy Al Duhamy y la practicante de taekwondo Dunya Abutaleb. El equipo olímpico saudita no obtuvo ninguna medalla en estos Juegos.